# Nomia nilssoni
Nomia nilssoni là một loài Hymenoptera trong họ Halictidae. Loài này được Pauly mô tả khoa học năm 1991. Nomia nilssoni là một phần của chi Nomia và họ ong đường. Không có phân loài nào được liệt kê trong Danh mục sự sống.